# Světový pohár v biatlonu 2020/2021 – Hochfilzen
3. podnik Světového poháru v biatlonu v sezóně 2020/2021 probíhal od 11. do 13. prosince 2020 v rakouském Hochfilzenu. Na programu podniku byly závody ve sprintech, stíhací závody a štafety mužů a žen.
Na tento podnik navazovaly další týden závody na stejném stadionu.

## Program závodů
Oficiální program:
| Datum        | Disciplína           | Začátek (SEČ) | Počet závodníků |
| ------------ | -------------------- | ------------- | --------------- |
| 11. prosince | Sprint (ženy)        | 11.30         | 108             |
| 11. prosince | Sprint (muži)        | 14.:20        | 107             |
| 12. prosince | Štafety (ženy)       | 11:.45        | 23 týmů         |
| 12. prosince | Stíhací závod (muži) | 14.:45        | 58              |
| 13. prosince | Stíhací závod (ženy) | 11:.45        | 59              |
| 13. prosince | Štafety (muži)       | 14.00         | 25 týmů         |

## Průběh závodů

### Sprinty
Ve sprintu žen se opět dařilo Markétě Davidové. Zpočátku se nejrychlejším během a čistou střelbou vleže udržovala na prvním místě průběžného pořadí, pak však po jedné chybě vstoje mírně zpomalila a dojela pátá, což byl přesto její nejlepší výsledek v této sezóně.  Dobře běžela i Lucie Charvátová, která však udělala – stejně jako v obou předchozích sprintech – jednu chybu vleže a dvě vstoje a dokončila závod na 24. pozici. Ostatním českým biatlonistkám se nedařilo – nejlepší z nich byla juniorka Eliška Teplá, která s jednou chybou vleže dokončila na 77. místě. Poprvé v kariéře zvítězila Běloruska Dzinara Alimbekavová. I když se v předcházejících závodech tohoto ročníku světového poháru čtyřikrát umístila v první desítce, zde k rychlému běhu přidala ještě bezchybnou střelbu a v cíli byla o 8,5 vteřin dříve než Norka Tiril Eckhoffová. Ta dokázala v každém kole zrychlovat (v posledním kole předjela čtyři soupeřky) a i s jednou chybou při střelbě vleže si dojela pro druhé místo těsně před Němkou Franziskou Preussovou
V mužském závodě se několikrát měnilo průběžné první místo v cíli. Nejdříve přijel jako první Švéd Sebastian Samuelsson. Po 20 minutách jej vystřídal Francouz Quentin Fillon Maillet, na kterého pak po druhé střelbě získal desetivteřinový náskok Nor Johannes Dale. Tento náskok  v posledním kole ještě zvýšil a dostal se do čela. Na trati však ještě byli bratři Tarjei Bø a především Johannes Thingnes Bø, kteří startovali mezi posledními. Při druhé střelbě však udělali dvě a jednu chybu a na stupně vítězů se nedostali. Johannes Dale tak vyhrál svůj první závod ve světovém poháru.
Českým reprezentantům se nedařilo: většinou špatně stříleli. Ondřej Moravec sice chyboval pouze jednou, ale pomalu běžel, což stačilo jen na 38. místo. Michal Krčmář nezasáhl dva terče, ale podal lepší běžecký výkon a dosáhl na 31. místo. Do stíhacího závodu se probojoval ještě Jakub Štvrtecký ze 41. pozice.

### Štafety
V první polovině ženského závodu se ve vedení střídalo Bělorusko, Norsko, Německo, Švédsko a Česko – Jessica Jislová sice udělala tři chyby a předávala osmém místě, ale Markéta Davidová lepší střelbou a nejrychlejším během českou pozici vylepšovala a předala Evě Puskarčíkové jako první. Ta však musela po střelbě vleže na jedno trestné kolo, ke kterému pak Lucie Charvátová přidala v posledním úseku ještě dvě a česká štafeta tak skončila stejně jako před týdnem na 11. místě. 
Do čela se na třetím úseku dostalo zásluhou rychlého běhu Tiril Eckhoffové Norsko. V posledním kole sice Francouzka Anaïs Chevalierová-Bouchetová stahovala na trati norský náskok, ale vinou více chyb na střelnici dojela až druhá.
Českému mužskému týmu se dařilo lépe. Na prvním úseku udělal Tomáš Mikyska jen jednu chybu na střelnici a předával s odstupem asi 30 vteřin na čelo závodu. Jakub Štvrtecký však nezasáhl celkem pět terčů a přes rychlý běh klesl na 14. místo. Ondřej Moravec chyboval jen jednou při střelbě vstoje a polepšil české štafetě o čtyři místa. Čistě a rychle střílející Michal Krčmář pak využil chyb dalších štafet hlavně při poslední střelbě a dojel pátý.
V čele závodu se dlouho udržovala skupina závodníků – na pátou střelbu přijíždělo spolu šest štafet. Pak se od nich oddělili Nor Johannes Thingnes Bø a Švéd Sebastian Samuelsson. Poslední střeleckou položku zahajovali současně, ale Norovi při ní nestačily ani náhradní náboje a musel na trestné kolo. Švéd měl sice problémy se zbraní, ale zasáhl všechny terče a odjížděl do posledního kola s čtvrtminutovým náskokem. Johannes Bø jej nedokázal dostihnout a švédská štafeta tak po dvou letech zvítězila ve světovém poháru.

### Stíhací závody
Vítěz sprintu Nor Johannes Dale přišel o vedení chybou při první střelbě, kdy jej předjel bezchybný Francouz Quentin Fillon Maillet. Ten si pak malý náskok udržoval až do cíle. Za ním se střídali pronásledovatelé včetně Nora Johannese Thingnese Bø, který však udělal celkem tři chyby na střelnici, což mu i přes nejrychlejší běh stačilo jen na konečné čtvrté místo. 
Z českých biatlonistů se zpočátku dařilo Michalu Krčmářovi, který střílel čistě a posunul se až na 16. průběžnou pozici. Při poslední střelbě však nezasáhl dva terče a skončil na 29. místě. Ondřej Moravec a Jakub Štvrtecký udělali pět a sedm chyb a dojeli v závěru páté desítky soutěžících.
V závodu žen střílela Markéta Davidová při první střelbě čistě a dojela vedoucí Bělorusku Dzinaru Alimbekavovou. Když ta ve druhém kole na zledovatělé trati upadla, předjela ji a dostala se do čela závodu. Při druhé střelbě však nezasáhla jeden terč a klesla na páté místo. Rychle běžela a na trati předjížděla několik soupeřek, ale při obou střelbách vstoje udělala po jedné chybě a nakonec dojela devátá. 
V závodě zvítězila Norka Marte Olsbuová Røiselandová, které udělala sice dvě chyby na střelnici, ale běžela nejlépe ze všech. Do čela se dostala po první střelbě vstoje, a i když po druhé musela na trestné kolo a dostala se před ní Alimbekavová, Olsbuová ji zase předjela a zvítězila. Závod skončil předčasně pro Lucii Charvátovou. Při střelbách vstoje nezasáhla ani jeden terč z deseti a vzdala. Její selhání si trenér Egil Gjelland nedokázal vysvětlit.

## Umístění na stupních vítězů

### Muži
| Disciplína              | První místo                                                               | Výkon                                                     | Druhé místo                                                              | Výkon                                                     | Třetí místo                                               | Výkon                                                     |
| Sprint (10 km))         | Johannes Dale                                                             | 23:32,5 (0+0)                                             | Quentin Fillon Maillet                                                   | 23:49,6 (0+0)                                             | Fabien Claude                                             | 24:01,5 (0+1)                                             |
| Stíhací závod (12,5 km) | Quentin Fillon Maillet                                                    | 32:38,7 (0+0+0+0)                                         | Émilien Jacquelin                                                        | 33:04,2 (0+0+0+0)                                         | Johannes Dale                                             | 33:28,2 (1+0+1+0)                                         |
| Štafeta (4×7,5 km)      | Švédsko Peppe Femling Jesper Nelin Martin Ponsiluoma Sebastian Samuelsson | 1:16:31,5 (0+0) (0+2) (0+0) (0+1) (0+0) (0+3) (0+0) (0+2) | Norsko Sturla Holm Laegreid Johannes Dale Tarjei Bø Johannes Thingnes Bø | 1:16:37,2 (0+0) (0+2) (0+1) (0+2) (0+0) (0+2) (0+1) (1+3) | Německo Erik Lesser Roman Rees Benedikt Doll Philipp Horn | 1:17:15,6 (0+1) (0+3) (0+0) (0+0) (0+1) (0+0) (0+2) (0+0) |

### Ženy
| Disciplína            | První místo                                                                                  | Výkon                                         | Druhé místo                                                                   | Výkon                                                     | Třetí místo                                                                  | Výkon                                                     |
| Sprint (7,5 km)       | Dzinara Alimbekavová                                                                         | 20:12,3 (0+0)                                 | Tiril Eckhoffová                                                              | 20:20,8 (1+0)                                             | Franziska Preussová                                                          | 20:22,2 (0+1)                                             |
| Stíhací závod (10 km) | Marte Olsbuová Røiselandová                                                                  | 29:04,6 (1+0+0+1)                             | Dzinara Alimbekavová                                                          | 29:18,5 (0+0+0+0)                                         | Julia Simonová                                                               | 29:22,4 (2+1+0+0)                                         |
| Štafeta (4×6 km)      | Norsko Karoline Knottenová Ingrid Landmark Tandrevoldová Tiril Eckhoffová Marte Røiselandová | 1:08:04,3 (0+0) (0+0) (0+1) (1+3) (0+0) (0+1) | Francie Anaïs Bescondová Julia Simonová Justine Braisazová Anaïs Chevalierová | 1:08:28,8 (0+3) (0+3) (0+0) (0+3) (0+2) (0+1) (0+2) (0+2) | Švédsko Johanna Skottheimová Mona Brorssonová Elvira Öbergová Hanna Öbergová | 1:08:36,8 (0+0) (0+0) (0+0) (0+3) (0+2) (1+3) (0+0) (0+1) |

## Pořadí zemí
| Pořadí | Země      | 1. místo | 2. místo | 3. místo | Celkově |
| ------ | --------- | -------- | -------- | -------- | ------- |
| 1.     | Norsko    | 3        | 2        | 1        | 6       |
| 2.     | Francie   | 1        | 3        | 2        | 6       |
| 3.     | Bělorusko | 1        | 1        | 0        | 2       |
| 4.     | Švédsko   | 1        | 0        | 1        | 2       |
| 5.     | Německo   | 0        | 0        | 2        | 2       |
|        | Celkem    | 6        | 6        | 6        | 18      |